# وزارة طيران الرايخ
وزارة الطيران ( (بالألمانية: Reichsluftfahrtministerium)‏ )، اختصار RLM، كانت دائرة حكومية خلال فترة ألمانيا النازية (1933–1945). إنه أيضًا الاسم الرسمي لمبنى Detlev-Rohwedder-Haus في Wilhelmstrasse في وسط برلين بألمانيا، والذي يضم اليوم وزارة المالية الألمانية ( Bundesministerium der Finanzen ).
كانت الوزارة مسؤولة عن تطوير وإنتاج جميع الطائرات التي تم تطويرها وتصميمها وصنعها في ألمانيا أثناء وجود الرايخ الثالث، حيث تشرف على جميع المسائل المتعلقة بالتصميمات العسكرية والمدنية - لقد عالجت مسائل الطيران العسكري كأولوية قصوى لها ، لا سيما بالنسبة إلى لوفتفافه. كما كانت سمة الدوائر الحكومية في الحقبة النازية، كانت الوزارة مدفوعة بالشخصية وغالبًا ما يتم تجاهل الإجراءات الرسمية لصالح نزوات الوزير ريتشمارشال هيرمان جورينج. نتيجة لذلك، تقدمت النجاحات المبكرة في تطوير الطائرات ببطء وبطريقة متقطعة خلال الحرب العالمية الثانية.

## التاريخ
تشكلت الوزارة في أبريل 1933 من مفوضية الرايخ للطيران ( Reichskommissariat für die Luftfahrt )، والتي تم إنشاؤها قبل شهرين برئاسة غورينغ. في هذه المرحلة المبكرة، لم تكن الوزارة أكثر من موظفي جورينج الشخصيين. كان أحد أول إجراءاتها هو طلب السيطرة على جميع براءات الاختراع وشركات هوغو يونكرز وريتشارد وولفجانج مهندس الطيران الألماني. وشملت هذه جميع الحقوق لطائرة يونكرز جو 52. 

Reichsluftfahrtminister 1935 – 1938 (reverse)
Reichsluftfahrtminister 1935 – 1938 (obverse)